# Частоозерська сільська рада
Частоозе́рська сільська рада (рос. Частоозёрский сельский совет) — сільське поселення у складі Частоозерського району Курганської області Росії.
Адміністративний центр — село Частоозер'є.
Населення сільського поселення становить 3108 осіб (2017; 3109 у 2010, 3390 у 2002).
20 вересня 2018 року до складу сільського поселення була включена територія площею 129,82 км² ліквідованої Ліхановської сільської ради (село Ліханово).

## Склад
До складу сільського поселення входять:
| Населений пункт     | Населення, осіб (2002) | Населення, осіб (2010) |
| ------------------- | ---------------------- | ---------------------- |
| Денисова, присілок  | 268                    | 230                    |
| Казанцево, присілок | 115                    | 56                     |
| Ліханово, село      | 166                    | 74                     |
| Частоозер'є, село   | 2841                   | 2749                   |